# Simon Kuper
Simon Kuper (Kampala (Oeganda), 15 oktober 1969) is een Frans en van origine Brits auteur van boeken en publicaties over sport en geschiedenis.
Kuper werd geboren in Oeganda als zoon van de Zuid-Afrikaanse antropoloog Adam Kuper. Na verschillende omzwervingen over de wereld vestigde het gezin zich in 1976 in Leiden, waar zijn vader als antropoloog een aanstelling kreeg aan de universiteit. Kuper groeide op in Leiden maar verhuisde op zijn zestiende naar Londen.
Kuper, zelf van Joodse komaf, schreef verschillende boeken over de rol van voetbal tijdens de Tweede Wereldoorlog in het algemeen en AFC Ajax in het bijzonder. Hij heeft uitvoerig onderzoek gedaan naar het Joodse karakter van Ajax, en concludeerde dat Ajax voor de Tweede Wereldoorlog wel degelijk een club met een Joods karakter was wat betreft de fans. 
In 2022 schreef hij Chums - How a Tiny Caste of Oxford Tories Took Over the UK, over de connecties waardoor een universitair netwerk waar onder anderen Boris Johnson deel van uitmaakte, erin slaagde de Britse politiek te beheersen.
Naast Engels schrijft Kuper ook in het Nederlands, onder meer voor Hard gras en Vrij Nederland. In het Engels schrijft hij onder meer voor The Observer en de Financial Times.
Sinds 2009 woonde Kuper met zijn gezin in Frankrijk. Hij heeft de Franse nationaliteit gekregen.
Tussendoor heeft hij een aantal jaar in Madrid gewoond.
In 2025 was Kuper te gast in Zomergasten.

## Publicaties (in het Nederlands)
- Voetbal als oorlog. Amsterdam, Veen, 1995. ISBN 90-254-1324-2 (2e uitgebr. druk 2008: ISBN 978-90-482-0009-2)
- Ajax, de joden, Nederland. Amsterdam, Veen, 2000 (Hard Gras, 22). ISBN 90-204-5659-8
- Retourtjes Nederland. Amsterdam, Atlas, 2006. ISBN 90-450-0729-0
- De beste lange bal op aarde. Amsterdam, Atlas, 2008. ISBN 978-90-450-0688-8
- Dure spitsen scoren niet (met Stefan Szymanski). Amsterdam, Uitgeverij Nieuw Amsterdam, 2009. ISBN 978-90-468-0690-6
- Mandela wint de wereldcup. Amsterdam, Nieuw Amsterdam, 2010. (Hard Gras, 72) ISBN 978-90-468-0742-2
- De vrolijke verrader. Amsterdam, Nieuw Amsterdam, 2021. ISBN 978-90-468-2303-3
- FC Barcelona. Het imperium. Amsterdam, Nieuw Amsterdam, 2021. ISBN 978-90-468-2860-1
- Parijs nu. Wereldstad in verandering. Amsterdam, Nieuw Amsterdam, 2024. ISBN 978-90-468-3248-6

## Bestseller 60
| Boeken met noteringen in de Nederlandse Bestseller 60 | Jaar van verschijnen | Datum van binnenkomst | Hoogste positie | Aantal weken | Opmerkingen |
| ----------------------------------------------------- | -------------------- | --------------------- | --------------- | ------------ | ----------- |
| De vrolijke verrader                                  | 2021                 | 10-02-2021            | 29              | 1            |             |
| FC Barcelona. Het imperium.                           | 2021                 | 15-09-2021            | 25              | 1            |             |

- Bibsys: 99049707
- Bibliothèque nationale de France: cb14554517p (data)
- Catàleg d'autoritats de noms i títols de Catalunya: 981058513098406706
- CiNii: DA12871727
- Digitale Bibliotheek voor de Nederlandse Letteren: kupe005
- Gemeinsame Normdatei: 172783259
- International Standard Name Identifier: 0000 0001 1871 3939
- Library of Congress Control Number: nr96023228
- Bibliotheek van het Japanse parlement: 00836603
- Nationale Bibliotheek van Tsjechië: mzk2004248926
- Nationale Bibliotheek van Israël: 987007264038805171
- Nederlandse Thesaurus van Auteursnamen: 123685001
- Système universitaire de documentation: 11080760X
- Trove: 914809
- Virtual International Authority File: 39276410
- WorldCat: E39PBJfh96T6W6p9h64hQbg7pP